# هوپ سامرز
هوپ سامرز (انگلیسی: Hope Summers; زاده ۷ ژوئن ۱۸۹۶ – درگذشته ۲۲ ژوئن ۱۹۷۹) یک هنرپیشه اهل ایالات متحده آمریکا بود.
در حالی که سامرز در پیوریا بود، شروع به آموزش خصوصی بازیگری کرد و  به زودی به عنوان کارگردان، در تئاتر محلی شرکت کرد. 

## گزیده فیلمشناسی
از فیلم‌ها یا برنامه‌های تلویزیونی که وی در آن نقش داشته‌است می‌توان به آثار زیر اشاره کرد.
- ساعت صفر! (۱۹۵۷)
- می‌خواهم زنده بمانم! (فیلم ۱۹۵۸) (۱۹۵۸)
- ماوریک (مجموعه تلویزیونی) (۱۹۵۹)
- مردی با سگ شکاری (۱۹۵۹)
- میراث باد (فیلم ۱۹۶۰) (۱۹۶۰)
- ساعت بچه‌ها (فیلم) (۱۹۶۱)
- اندی گریفیت شو (۶۸–۱۹۶۱)
- کاناپه (فیلم ۱۹۶۲) (۱۹۶۲)
- پنلوپه (فیلم ۱۹۶۶) (۱۹۶۶)
- می‌بری آر. اف. دی (۱۹۶۸–۱۹۷۰)
- بچه رزماری (۱۹۶۸)
- دکتر مارکوس ولبی (۱۹۷۰)
- افسونگر (مجموعه تلویزیونی) (۱۹۷۰)
- هاوایی فایو-او (۱۹۷۱)
- چارلی وریک (۱۹۷۳)
- خانه کوچک (مجموعه تلویزیونی) (۱۹۷۶)